# Ункария опушённая
Ункария опушённая (лат. Uncaria tomentosa), (исп. uña de gato, англ. Cat's Claw — кошачий коготь) — древовидная лиана семейства Мареновые (Rubiaceae), произрастающая в тропических лесах Южной и Центральной Америки, по берегам и в предгорье Амазонки в Перу.
Своё название растение получило за острые загнутые шипы, которые помогают ему виться вокруг деревьев и напоминают по виду когтистую кошачью лапу.

## Таксономия
Uncaria tomentosa (Willd. ex Schult.) DC., Prodr. (DC.) 4: 349. 1830.

### Синонимы
Homotypic
- Nauclea tomentosa Willd. ex Schult. in J.J.Roemer & J.A.Schultes, Syst. Veg., ed. 15 bis 5: 221 (1819).basionym
- Ourouparia tomentosa (Willd. ex Schult.) K.Schum. in C.F.P.von Martius & auct. suc. (eds.), Fl. Bras. 6(6): 132 (1889).

Heterotypic
- Nauclea aculeata Kunth in F.W.H.von Humboldt, A.J.A.Bonpland & C.S.Kunth, Nov. Gen. Sp. 3: 382 (1819).
- Cinchona globifera Pav. ex DC., Prodr. 4: 345 (1830).
- Nauclea polycephala A.Rich. ex DC., Prodr. 4: 672 (1830).
- Uncaria surinamensis Miq., Linnaea 19: 129 (1846).
- Nauclea surinamensis (Miq.) Walp., Ann. Bot. Syst. 1: 378 (1848).
- Ourouparia polycephala (A.Rich. ex DC.) Baill., Bull. Mens. Soc. Linn. Paris 1: 229 (1879).
- Uncaria tomentosa var. dioica Bremek., Recueil Trav. Bot. Néerl. 31: 263 (1934).

## Исторические сведения
Индейцам Амазонки давно известно об этом растении.[когда?] Местные жители считают Uncaria tomentosa священным растением.

## Исследования ученых
Более 25 лет назад австрийцем К. Кеплингером был получен патент США на выделенные из растения алкалоиды. По данным на 2018 год нет клинических исследований высокого качества, которые подтвердили бы клиническую эффективность применения этого растения как лекарственного средства. Также нет клинических свидетельств, что растение обладает противовоспалительными, противораковыми или иммуномодулирующими свойствами.  
Одним из идентифицированных специфических полифенолов в этом растении является эпикатехин-4β-8-эпикатехин (то есть димер эпикатехина, известный как проантоцианидин В2), который заметно улучшал кратковременную память у мышей с моделью воспроизводящей болезнь Альцгеймера, а также ингибировал процессы воспаления мозга